# Rauno Mäkinen
Rauno Leonard Mäkinen (* 22. Januar 1931 in Pori; † 9. September 2010 in Vaajakoski, Landgemeinde Jyväskylä) war ein finnischer Ringer.

## Werdegang
Rauno Mäkinen wuchs im mittelfinnischen Jyväskylä auf und begann dort im Jugendalter bei dem Sportverein „Työväen Painisema“ mit dem Ringen. Dieser Verein gehörte dem finnischen Arbeitersportverband TUL an, der damals weit verbreitet war und noch heute existiert. Mit 18 Jahren trat er in die Polizei ein und wechselte deshalb zu den Polizeisportvereinen in Jyväskylä bzw. Tampere. Im Jugend- bzw. Juniorenbereich gewann er in seinen jeweiligen Alters- und Gewichtsklassen mehrere finnische Meisterschaften. Als Senior gewann er im Jahr 1952 seine erste finnische Meisterschaft im Freistilringen des Federgewichts. Er rang zunächst im freien Stil, wechselte dann aber 1955 zum griechisch-römischen Stil über.
1952 begann auch seine internationale Laufbahn, als er bei den Olympischen Spielen in Helsinki im freien Stil im Federgewicht eingesetzt wurde. Er gewann drei Kämpfe, schied aber nach der vierten Runde wegen einer Niederlage gegen den späteren Olympiasieger Bayram Şit aus der Türkei aus.
Für Mäkinen trat nun eine vierjährige Pause bei internationalen Meisterschaften ein. Dies hing damit zusammen, dass damals Europameisterschaften und Weltmeisterschaften nur abwechselnd in den beiden Stilarten durchgeführt wurden. Aus diesem Grund fanden zwischen 1952 und 1956 im freien Stil nur im Jahr 1954 Weltmeisterschaften in Tokio statt, wohin der finnische Ringerverband aus Kostengründen nur zwei Ringer entsenden konnte. Mäkinen war nicht dabei.
So musste er bis zu den Olympischen Spielen 1956 in Melbourne warten, bis er wieder bei einem „Highlight“ starten konnte. Mäkinen startete dabei erstmals im griechisch-römischen Stil und machte daraus für sich wirklich ein „Highlight“, denn er wurde nach harten Kämpfen mit Imre Polyák aus Ungarn und Roman Dsneladse aus der Sowjetunion, in denen sich diese drei Ringer gegenseitig besiegten, Olympiasieger.
Zwischen 1956 und 1960 startete Mäkinen dann wieder bei keinen internationalen Meisterschaften. Erst 1960 qualifizierte er sich wieder für die Olympischen Spiele in Rom. Dort hatte er aber ausgesprochenes Pech, als er sich in seinem zweiten Kampf verletzte und aufgeben musste.
Rauno Mäkinen war auch mehrfacher Polizei-Europameister im Federgewicht.

## Internationale Erfolge
(OS = Olympische Spiele, F = Freistil, GR = griech.-röm. Stil, Fe = Federgewicht, Le = Leichtgewicht)
- 1952, 6. Platz, OS in Helsinki, F, Fe, mit Siegen über Rolf Ellerbrock, Deutschland, Joseph Mewis, Belgien und Risaburo Tominaga, Japan und einer Niederlage gegen Bayram Şit, Türkei
- 1955, 2. Platz, Jugend-Weltfestspiele in Warschau, GR, Fe, hinter Wladimir Staschkewitsch, UdSSR und vor Andersson, Schweden
- 1956, Goldmedaille, OS in Melbourne, GR, Fe, mit Siegen über Roger Bielle, Frankreich, N. Ickeringill, Australien und Imre Polyák, Ungarn und trotz einer Niederlage gegen Roman Dsneladse, UdSSR
- 1960, 15. Platz, OS in Rom, GR, Fe, nach einem Sieg über Joseph Schmid, Schweiz, Aufgabe wegen Verletzung im Kampf gegen Hossein Ebrahimian, Ägypten

## Wichtigste Länderkämpfe
- 1954, Schweden – Finnland, GR, Fe, Punktsieg über Gunnar Hakansson
- 1954, Schweden – Finnland, F, Fe, Punktsieg über A. Ahlin
- 1955, Deutschland – Finnland, GR, Fe, Punktsieg über Helmut Höhenberger
- 1960, Finnland – Schweden, GR, Fe, Punktsieg über Jan Wassbjer
- 1960, Finnland – Schweden, GR, Fe, Punktsieg über Knut Johanesson

## Finnische Meisterschaften
- 1952, 1. Platz, F, Fe, vor Veikko Rauhala und Ilmari Ruikka
- 1953, 1. Platz, F, Fe, vor Markus Perälä und Niilo Köykkä
- 1954, 1. Platz, F, Fe, vor Matti Jutila und Perälä
- 1955, 1. Platz, F, Fe, vor Sakari Määnpää und Tapani Kuparinen
- 1956, 1. Platz, GR, Fe, vor Määnpää und Sakari Kinnunen
- 1957, 2. Platz, Gr, Le, hinter Kyösti Lehtonen und vor Veikko Alanen
- 1960, 1. Platz, GR, Fe, vor Tauno Jaskari und Määnpää
- 1961, 2. Platz, GR, Le, hinter Seppo Mikkola und vor Erkki Lehto